# 李长顺 (解放军)
李长顺（1949年—），山东昌乐人，汉族，中华人民共和国政治人物、第十一届全国人民代表大会解放军代表。
毕业于国防大学军事战略学专业，是中共党员。担任总后勤部参谋长。2008年起担任全国人大代表。2010年退役。